# Simon Whitfield
Simon St. Quentin Whitfield (* 16. května 1975 Kingston, Ontario) je bývalý kanadský triatlonista. V dětství se věnoval fotbalu, s triatlonem začal jako dvanáctiletý. Byl třetí na Panamerických hrách 1999 a v roce 2000 se stal historicky prvním olympijským vítězem v triatlonu. Vyhrál také Hry Commonwealthu 2002, na OH 2004 byl jedenáctý, na OH 2008 druhý a v roce 2012 olympijský závod nedokončil pro zranění, které utrpěl při pádu z kola. Na olympiádě 2012 byl vlajkonošem kanadské výpravy. Vyhrál dvanáct závodů Světového poháru v triatlonu. Závodní kariéru ukončil v roce 2013. Vedle kanadského má také australské občanství.